# لطفعلی صورتگر

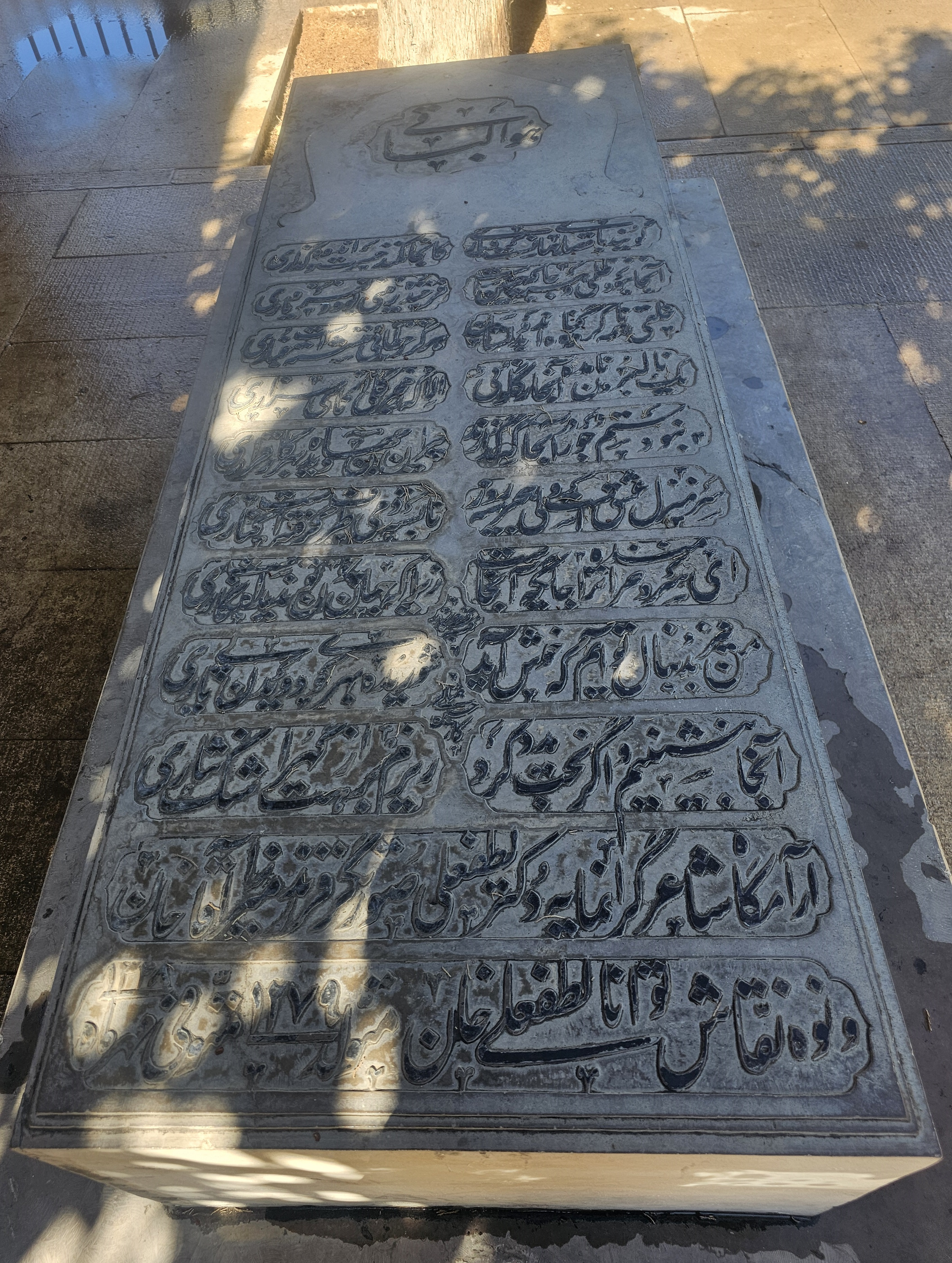
آرامگاه لطفعلی صورتگر در حافظیه

لطفعلی صورتگر، استاد دانشگاه، شاعر، نویسنده و مترجم معاصر ایرانی بود.

## زندگی
لطفعلی صورتگر، فرزند میرزا محمد علی ملقب به مسعود الملک  از خوشنویسان بنام شیراز، در سال ۱۲۷۹ خورشیدی در شیراز زاده شد. جد وی آقا لطف علی شیرازی (معروف به لطف‌علی صورتگر) از نقاشان  چیره‌دست قرن سیزدهم هجری بود که کارهای او در موزه‌های پاریس، لنینگراد و همچنین در موزه رضا عباسی تهران موجود است.
لطفعلی صورتگر تحصیلات ابتدایی را در شیراز به پایان رساند. سپس به هند رفت و دوره متوسطه را در آنجا به پایان رسانید. سپس به ایران بازگشت و به خدمت ادارات دارایی و فرهنگ درآمد، و مجله «سپیده‌دم» را در شیراز تأسیس کرد. در سال ۱۳۰۶ خورشیدی برای ادامه تحصیل به لندن رفت و در رشته زبان و ادبیات انگلیسی درجه دکتری گرفت. موضوع پایان‌نامه دکتری او «نفوذ ادبیات ایران در ادبیات انگلستان در قرن پانزدهم و شانزدهم میلادی» بود.
لطفعلی صورتگر پس از بازگشت از انگلستان به تدریس ادبیات فارسی و انگلیسی پرداخت و چندی نیز ریاست دانشگاه شیراز را به عهده داشت. مدتی نیز مدیر مجله آموزش و پرورش و عضو فرهنگستان ایران بود. لطفعلی صورتگر سفرهایی به کشورهای شوروی، آمریکا و پاکستان کرد، و به مدت یک‌سال به عنوان استاد در دانشگاه کلمبیا به تدریس پرداخت.
لطفعلی صورتگر در بعد از ظهر ۳ مهر ۱۳۴۸ در شیراز در سن ۶۹ سالگی درگذشت. آرامگاه او در حافظیه شیراز است.

## نمونهٔ شعر
| هر باغبان که گل به سوی برزن آورد |  | شیراز را دوباره به یاد من آورد   |
| آن‌جا که گر به شاخ گلی آرزوت هست  |  | گل‌چین به پیشگاه تو یک خرمن آورد  |
| نازم هوای فارس که از اعتدال آن   |  | بادام‌بن شکوفه مه بهمن آورد       |
| نوروزماه، فاخته و عندلیب را      |  | در بوستان، نواگر و بربط‌زن آورد   |
| ابر هزارپاره بگیرد ستیغ کوه      |  | چون لشکری که رو به سوی دشمن آورد |
| من در کنار باغ کنم ساعتی درنگ    |  | تا دل‌نواز من خبر از گلشن آورد    |
| آید دوان دوان و نهد برکنار من    |  | آن نرگس و بنفشه که در دامن آورد  |

## تالیفات
- سخن‌سنجی؛ کتابی در تاریخ سخن سنجی
- تجلیات عرفان در ادبیات فارسی
- ادبیات توصیفی ایران
- ادبیات غنایی ایران
- اصول علم اقتصاد
- دیوان شعر
- برگ‌های پراکنده (شعر)
- سخنانی چند از نویسندگان باختر
- عناصر موجود در ادبیات پارسی

## تالیفات ترجمه ها
- تاریخ ادبیات انگلیسی به زبان فارسی (3 جلد)
- سبک رمانتیزم در انگلستان

## ترجمه‌ها
- جغرافیای تاریخی ایران
- مارسیون
- فاستوس
- عشاق ناپل